# Monica De Gennaro
Monica De Gennaro, född 8 januari 1987, är en italiensk volleybollspelare (libero). Hon har på klubbnivå spelat för  Imoco Volley Conegliano, Robursport Volley Pesaro, Aprilia Volley och Vicenza Volley. Hon har också spelat med landslaget och var med i laget som vann EM 2021 
Hon tillhör de bästa i världen på sin post och har bland annat blivit utsedd till bästa libero vid VM 2014 och VM 2018, Volleyball Nations League 2022, CEV Champions League 2016–2017 och Världsmästerskapet i volleyboll för klubblag 2021. Hon är gift med volleybolltränaren Daniele Santarelli.